# Willem Draps
 (octobre 2017).
Si vous disposez d'ouvrages ou d'articles de référence ou si vous connaissez des sites web de qualité traitant du thème abordé ici, merci de compléter l'article en donnant les références utiles à sa vérifiabilité et en les liant à la section « Notes et références ».
Willem L. Draps, né le 3 mai 1952 à Boston (États-Unis), est un membre du Mouvement réformateur (MR) belge et conseiller communal de Woluwe-Saint-Pierre, en Région bruxelloise. Il est licencié en droit et avocat au Barreau de Bruxelles.

## Fonctions politiques
- Membre du Parlement de la Région de Bruxelles-Capitale
  - du 12 juillet 1989 au 19 juin 1992 ;
  - du 6 juin 1995 au 18 octobre 2000 ;
  - du 14 juin 2004 au premier juin 2019.
- Bourgmestre de Woluwe-Saint-Pierre du 15 avril 2008 au 8 mars 2013
- Échevin de Woluwe-Saint-Pierre de 1983 à 2007 ;
  - du 12 juillet 1989 au 19 juin 1992 ;
  - depuis le 6 juin 1995 (empêché du 19 octobre 2000 au 19 juillet 2004).
- Secrétaire d'État (nl) à la Région de Bruxelles-Capitale de 2000 à 2004
- Secrétaire du Parlement bruxellois depuis le 19 juillet 2004
- Ancien administrateur de l'État à la SNCB
- Ancien vice-président de la STIB, il a succédé à Guy Cudell comme président du musée du transport urbain bruxellois (MTUB), à Woluwe-Saint-Pierre.

## Décoration
- Commandeur de l'ordre de Léopold (2014)[1].